# Maleševo (Golubac)
Pour les articles homonymes, voir Maleševo.
Maleševo (en serbe cyrillique : Малешево) est un village de Serbie situé dans la municipalité de Golubac, district de Braničevo. Au recensement de 2011, il comptait 226 habitants.

## Démographie

### Évolution historique de la population
| 1948 | 1953 | 1961 | 1971 | 1981 | 1991 | 2002 | 2011 |
| ---- | ---- | ---- | ---- | ---- | ---- | ---- | ---- |
| 508  | 497  | 481  | 441  | 413  | 378  | 291  | 226  |

|  |